# Los Ingobernables de Japon
Los Ingobernables de Japón (яп. ロス・インゴベルナブレス・デ・ハポン, в переводе с исп. — «Неуправляемые Японии») — японская группировка в рестлинге, основанная в промоушене New Japan Pro-Wrestling (NJPW) и возглавляемая Тэцуей Найто. Группа была образована в ноябре 2015 года Найто, Буси и Ивилом, но с тех пор в нее также вошли Санада, Хирому Такахаси и Синго Такаги; Ивил — единственный участник, покинувший конюшню в июле 2020 года. Благодаря рабочим отношениям NJPW с другими компаниями, они также выступали в CMLL и в американском промоушене Ring of Honor (ROH).
Несмотря на меньшую численность, чем полномасштабные группировки, такие как Bullet Club или Chaos, Los Ingobernables de Japon зарекомендовали себя как одна из самых известных и популярных группировок в NJPW. Члены группировки четыре раза удерживали главный титул в компании: три раза Найто становился чемпионом IWGP в тяжелом весе, а Такаги — чемпионом мира IWGP в тяжелом весе. В составе группировки Найто также рекордные шесть раз владел титулом интерконтинентального чемпиона IWGP и стал первым рестлером, который одновременно владел титулами чемпиона в тяжелом весе и интерконтинентального чемпиона. Tokyo Sports назвал влияние Los Ingobernables de Japón на NJPW одним из главных факторов того, что журнал назвал Найто рестлером года в 2016 и 2017 году.

## История

### Истоки и предпосылки (2013—2016)

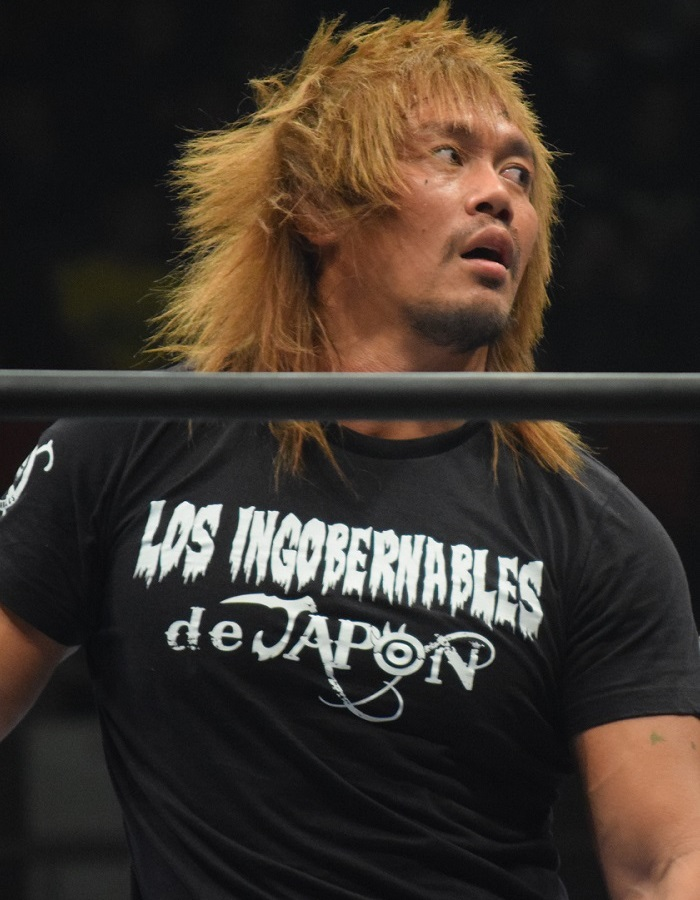
Тэцуя Найто, лидер группировки Los Ingobernables de Japon

В июне 2013 года Тэцуя Найто вернулся в New Japan Pro-Wrestling (NJPW) после травмы передней крестообразной связки. Два месяца спустя Найто победил в финале Хироси Танахаси и выиграл главный турнир NJPW в одиночном разряде, G1 Climax. Несмотря на то, что Найто был фейсом, фанаты NJPW отвергли его, а его победу над Танахаси освистали. NJPW рассматривала Найто как свою следующую главную звезду-фейса, но, видя реакцию фанатов, компания изменила свой курс и объявила голосование фанатов, чтобы решить, будет ли запланированный матч за звание чемпиона IWGP в тяжелом весе между Найто и Кадзутикой Окадой или матч за звание интерконтинентального чемпиона IWGP между Синсукэ Накамурой и Хироси Танахаси главным событием года, Wrestle Kingdom 8 в Tokyo Dome. Фанаты проголосовали за то, чтобы Накамура и Танахаси стали главными героями шоу, а Найто и Окада были переведены ниже. После того, как Найто не удалось выиграть у Окады титул чемпиона IWGP в тяжелом весе, он так и остался на ступеньку ниже главного места в NJPW.
Летом 2015 года Найто, благодаря рабочим отношениям между NJPW и мексиканским промоушеном Consejo Mundial de Lucha Libre (CMLL), участвовал в турне CMLL, во время которого он присоединился к группировке Los Ingobernables. После возвращения в NJPW в июне Найто продолжил представлять Los Ingobernables, приняв злодейский образ, связанный с этой группировкой, используя неприятие его фанатами как катализатор изменений. За несколько недель до октябрьского шоу King of Pro-Wrestling Найто начал дразнить, что пригласит партнера, чтобы тот стал свидетелем его матча с Хироси Танахаси, который оспаривал контракт Танахаси на право стать чемпионом IWGP в тяжелом весе на Wrestle Kingdom 10 в Tokyo Dome. На шоу 12 октября Такааки Ватанабе, вернувшийся в NJPW после двухлетнего обучения за границей, был представлен как партнер Найто, который напал на Танахаси во время его матча с Найто. Постороннее вмешательство Ватанабе было остановлено Хируки Гото и Кацуёри Сибатой, в результате чего Танахаси победил Найто и сохранил свой контракт. В послематчевом интервью Найто дал Ватанабэ свое новое имя — «Король тьмы» Ивил.

## Оценки
Дэйв Мельтцер написал в Wrestling Observer Newsletter, что до создания Los Ingobernables de Japón Найто был известен как «своего рода гений на ринге за его способность выстраивать матчи», но отметил, что «что-то не срослось», назвав его прием «сочетанием освистывания фанатами и апатии». Однако после копирования концепции Los Ingobernables, которую он увидел в Мексике, Найто, по словам Мельтцера, стал «все более и более популярным за то, что отличался от других», а одежда, футболки и маски Los Ingobernables de Japón стали «крутой атрибутикой рестлинга». По словам бывшего лидера Bullet Club Кенни Омеги, Los Ingobernables de Japón переняли статус Bullet Club как «самой горячей штучки в мире». Когда в 2016 году Найто получил награду «Рестлер года» от Tokyo Sports, журнал назвал Los Ingobernables de Japon феноменом, открывшим новую эру. Победа Найто положила конец пятилетнему периоду, когда награду получали либо Хироси Танахаси, либо Кадзутика Окада. В следующем году Найто стал пятым рестлером, получившим награду два года подряд.

## Члены
- Буси: 21 ноября 2015 — н.в.

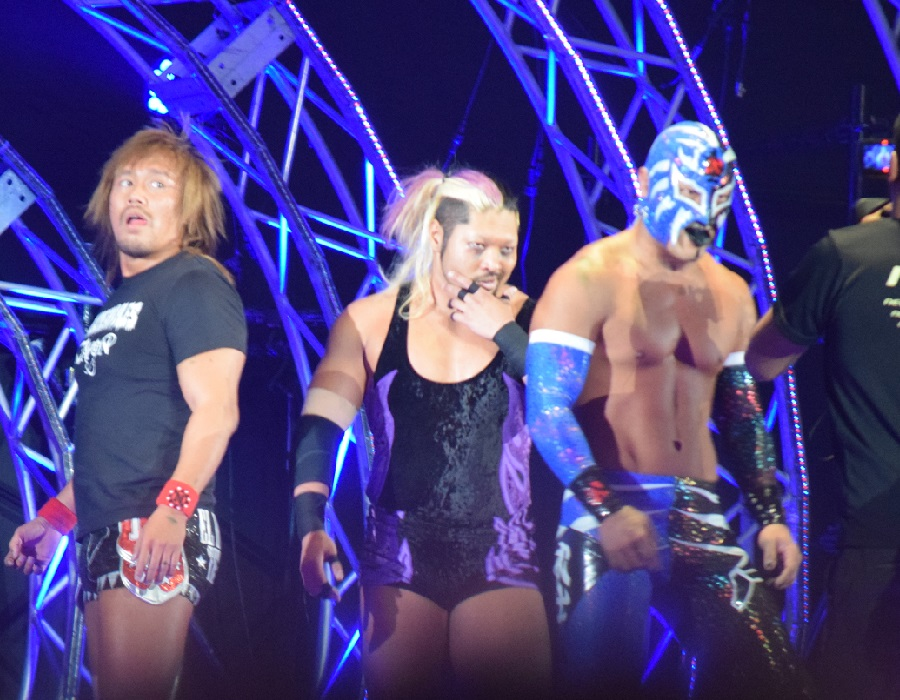
Оригинальный состав группировки (слева направо): Найто, Ивил и Буси в феврале 2016 года

- Хирому Такахаси: 10 декабря 2016 — н.в.
- Синго Такаги: 8 октября 2018 — н.в.
- Тэцуя Найто: 21 ноября 2015 — н.в.
- Йота Тсуджи: 3 июня 2023 — н.в.

### Бывшие
- Ивил: 21 ноября 2015 — 11 июля 2020
- Санада: 10 апреля 2016 —  март 2023